# Strongylodon craveniae
Strongylodon craveniae là một loài thực vật có hoa trong họ Đậu. Loài này được R.Baron & Baker miêu tả khoa học đầu tiên.